# Neuer Friedhof (Dirmstein)
Der Neue Friedhof in der rheinland-pfälzischen Ortsgemeinde Dirmstein ist seit der zweiten Hälfte der 1850er Jahre in Gebrauch. Zuvor wurde der Alte Friedhof im Osten des Dorfes geschlossen.

## Geographische Lage
Der Neue Friedhof liegt, etwa 1 km vom Alten Friedhof entfernt, auf einer Höhe von 112 m ü. NHN im Norden der Gemeinde am Südhang des niedrigen Höhenrückens, der die Bachläufe von Eck- und Floßbach trennt. Zur Zeit der Anlegung grenzte der Friedhof nicht unmittelbar an die Wohnbebauung, sondern war etwa 300 m vom Ortsrand entfernt. Mittlerweile hat sich das Dorf über die Friedhofstraße, über die er auch erreicht wird, bis an ihn herangeschoben.

## Anlage
Der Friedhof ist rechteckig bei etwa 60 m Breite und 230 m Tiefe. Einschließlich eines 600 m² großen Parkplatzes rechts des Eingangs besitzt er gut 1,4 ha Fläche. Vom Eingangsbereich im Süden steigt das Gelände nach Norden von 112 auf 116 m an. Die Schmalseiten im Süden und Norden verlaufen von Westsüdwest nach Ostnordost, die Längsseiten im Westen und Osten von Nordnordwest nach Südsüdost. 50 m hinter dem Eingang liegt eine Friedhofskapelle, beidseits und nach hinten erstreckt sich das Gräberfeld. In der Gegend des Eingangs und rings um die Kapelle stehen alte bis sehr alte Bäume.

## Geschichte
Eine Anzahl schützenswerter Grabsteine wurde in der zweiten Hälfte des 20. Jahrhunderts vom alten auf das neue Gelände verbracht und dort in der Nähe des Eingangs aufgestellt. Deshalb und wegen der Friedhofskapelle, welche die Stifterfamilie des Gideon von Camuzi (1799–1879) in klassizistischem Stil als Familiengruft errichten ließ, steht der Neue Friedhof als Gesamtanlage unter Denkmalschutz. In der Kapelle wurde ein Teil der ursprünglichen Fresken restauriert, die Jahrzehnte zuvor überputzt worden waren. Um die Jahrtausendwende wurde in Abstimmung mit der Denkmalbehörde ein Erweiterungsanbau angegliedert.
Im Februar 1945, in der Schlussphase des Zweiten Weltkriegs, wurde auf dem Friedhof ein Massengrab ausgehoben, in dem zunächst die sechs toten Insassen eines bei Dirmstein abgeschossenen Bombers der britischen Royal Air Force verscharrt wurden. Obenauf wurden dann noch von einem zweiten abgestürzten Flugzeug die Leichen des Piloten und des Heckschützen Cyril William Sibley gelegt. Letzterer hatte den Abschuss des zweiten Bombers mit leichten Verletzungen überlebt, weil er wie die weiteren fünf Insassen mit dem Fallschirm abspringen konnte; aber noch in der Nacht seiner Gefangennahme war er von Adolf Wolfert, dem Dirmsteiner Ortsgruppenleiter der NSDAP, und dessen Mittäter Georg Hartleb ermordet worden.
1948 wurden die sterblichen Überreste aller acht Flugzeuginsassen auf den britischen Soldatenfriedhof von Rheinberg am Niederrhein umgebettet. Seit März 2009 erinnert im Ortszentrum gegenüber der Laurentiuskirche ein Stolperstein an das Mordopfer Sibley.